# هذا (فلم)
هذا (بالإسبانية: Él) صدر في الولايات المتحدة باسم العاطفة الغريبة، هو فيلم مكسيكي من تأليف لويس بونويل كتب على أساس رواية مرسيدس بينتو. تتعامل الرواية مع العديد من الموضوعات الشائعة في سينما بونويل، بما في ذلك الرومانسية في شهري مايو إلى ديسمبر بين المرأة وزوجها البرجوازي المفرط الذي يميل إلى الهوس، ولمسات الفوق واقعيّة. تم إدخال الفيلم في مهرجان كان السينمائي 1953.

## روابط خارجية
- هذا على موقع IMDb (الإنجليزية)
- هذا على موقع ألو سيني (الفرنسية)
- هذا على موقع Turner Classic Movies (الإنجليزية)
- هذا على موقع أول موفي (الإنجليزية)
- هذا على موقع فيلمافينيتي (الإسبانية)
- هذا على موقع قاعدة بيانات الأفلام السويدية (السويدية)
- هذا على موقع قاعدة بيانات الفيلم (الإنجليزية)
- هذا على موقع ليتربوكسد (الإنجليزية)
- هذا على موقع كينوبويسك (الروسية)